# 贝尔维尤广场

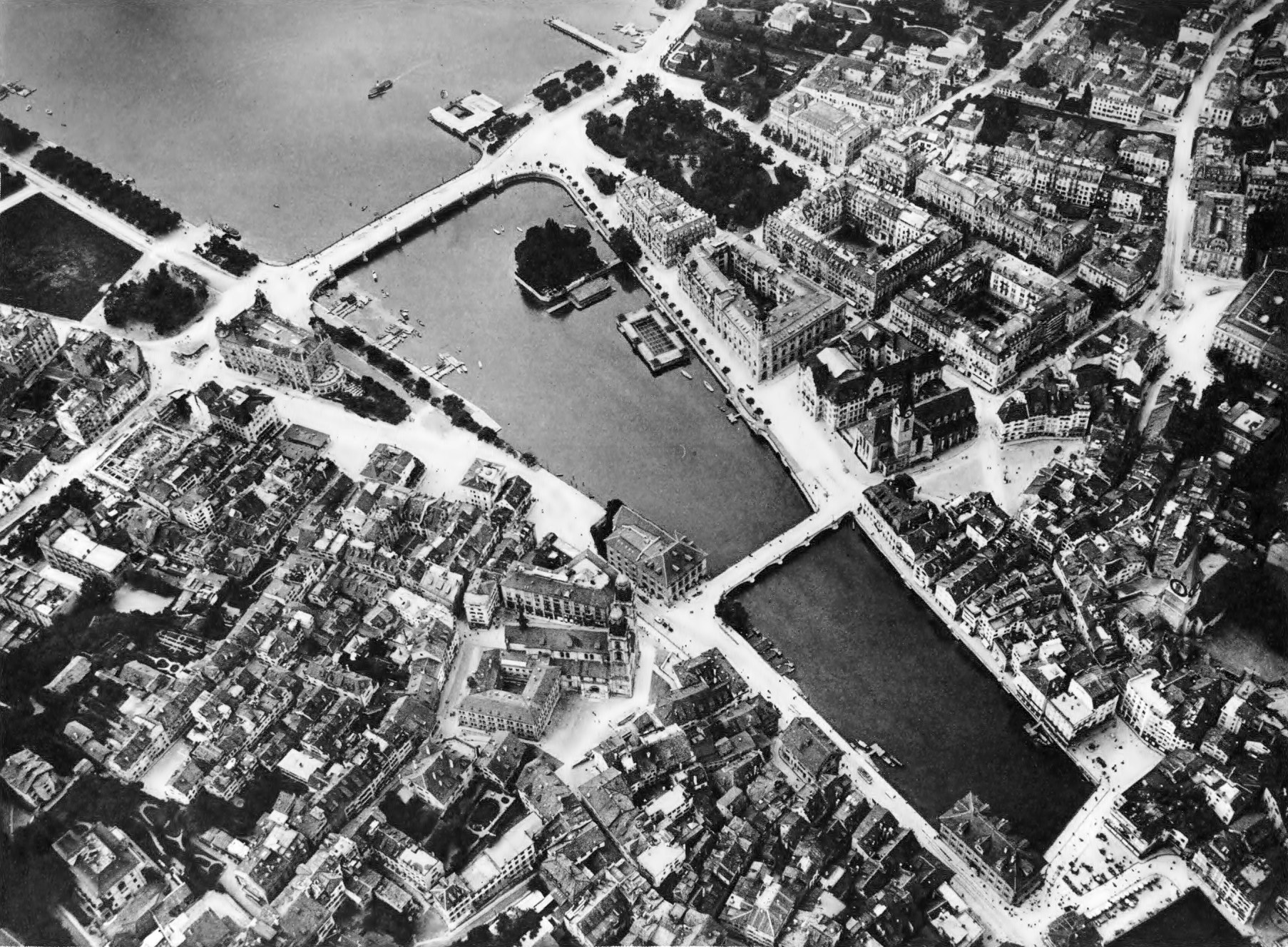

贝尔维尤广场（德語：Bellevueplatz）是瑞士苏黎世的一个广场，开辟于1856年，以其北侧原贝尔维尤大酒店命名。
贝尔维尤广场是该市一处交通枢纽，2路、4路、5路、8路、9路、11路和15路电车，以及912路、916路巴士都经过此处。

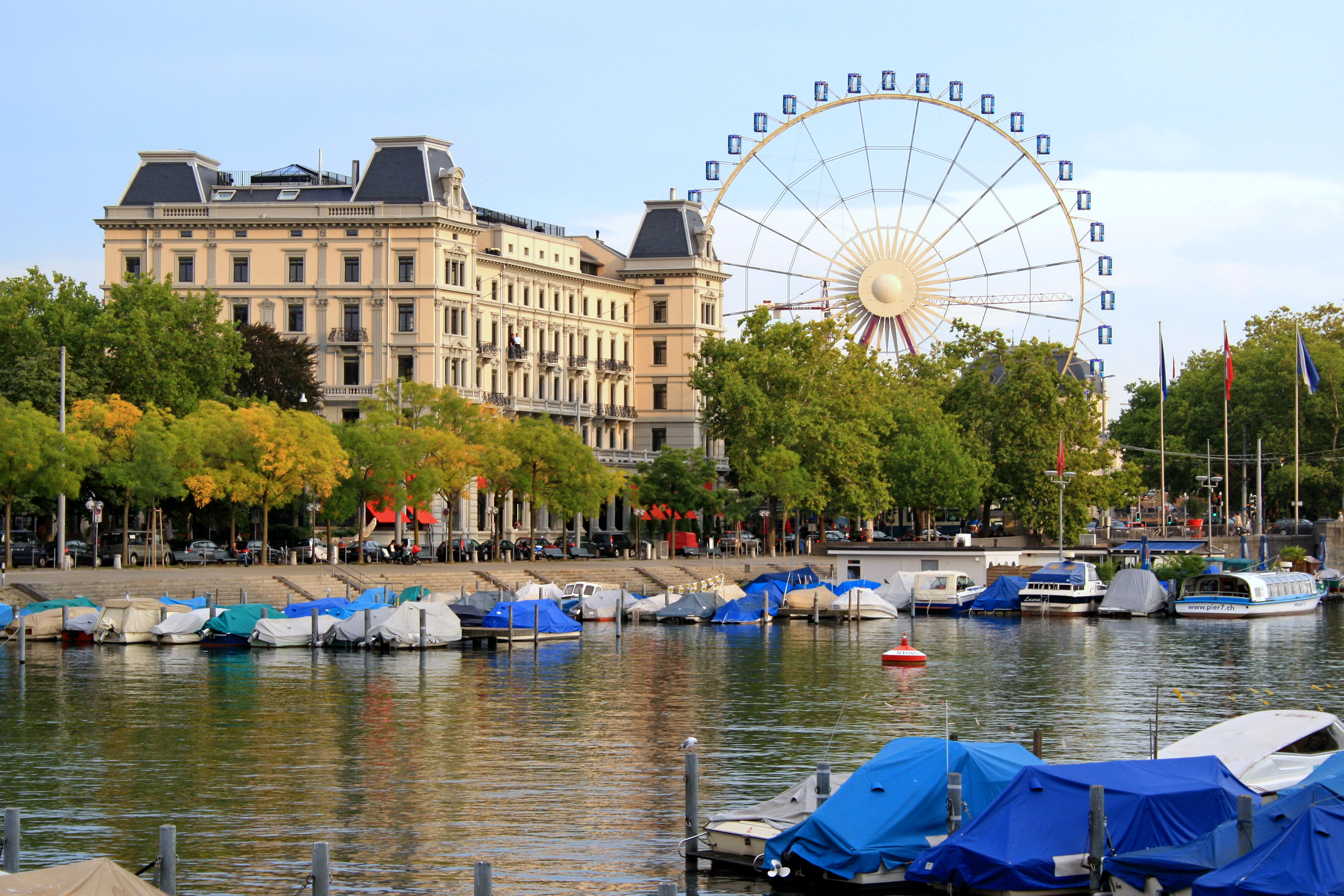
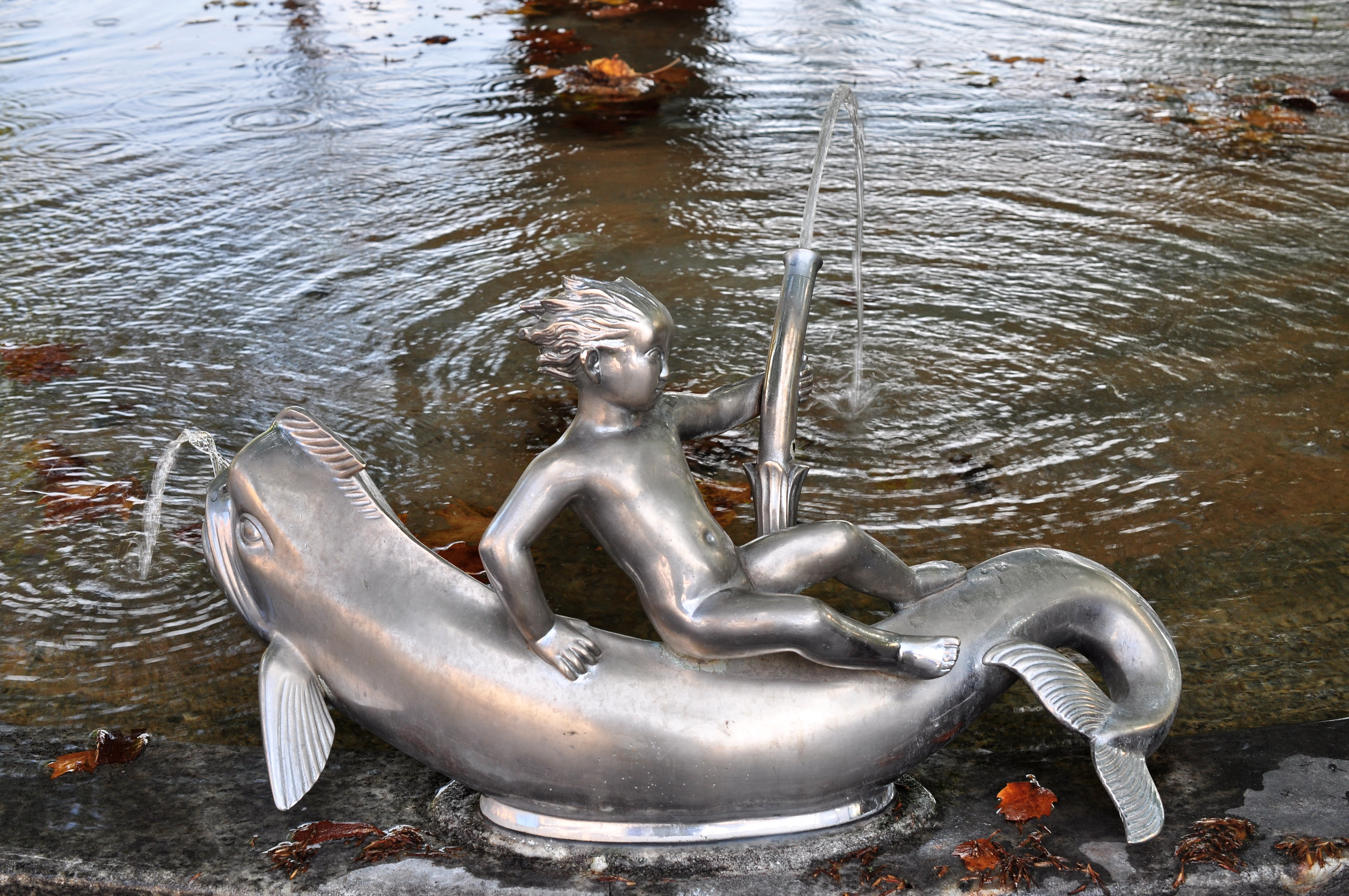
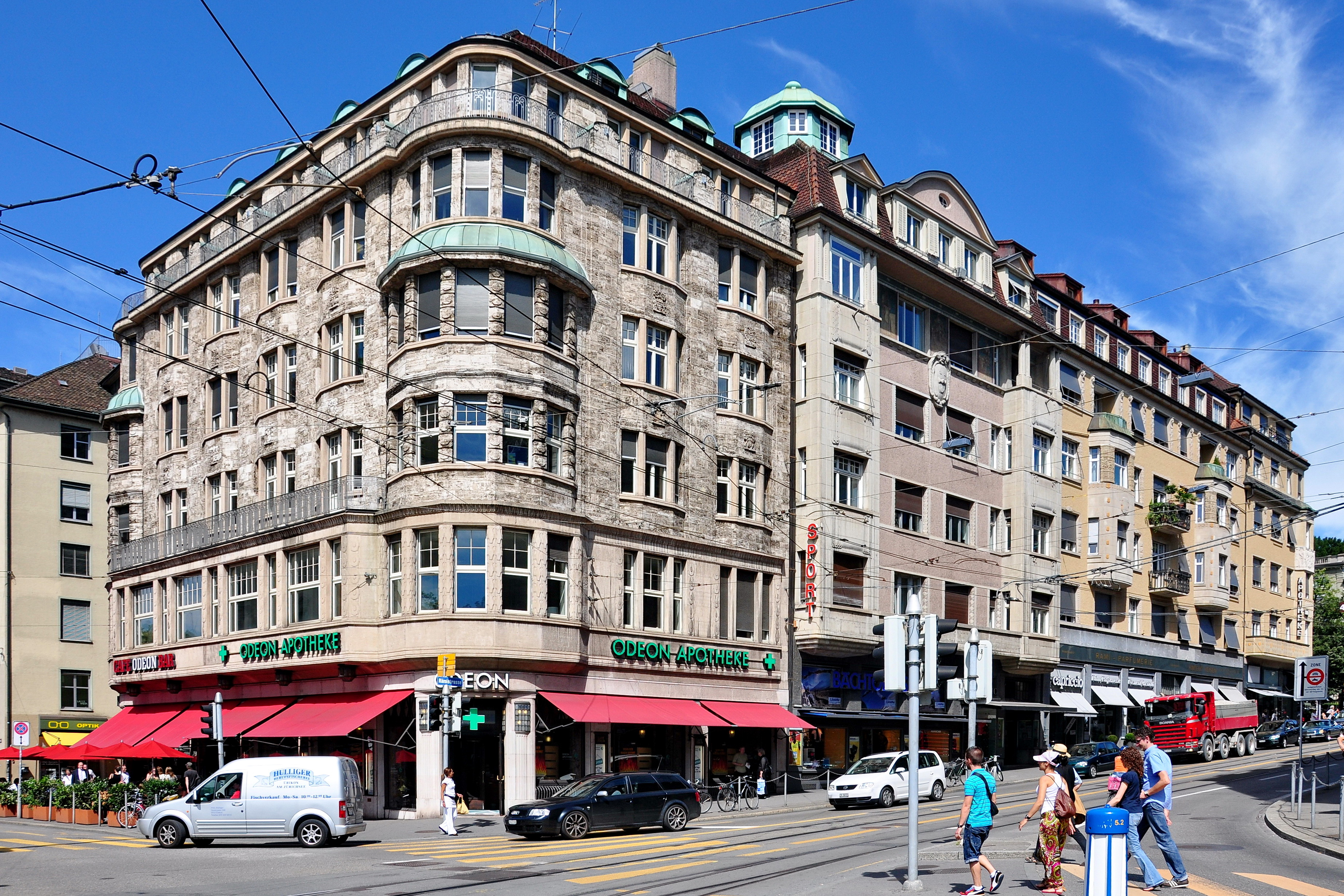
Café Odeon
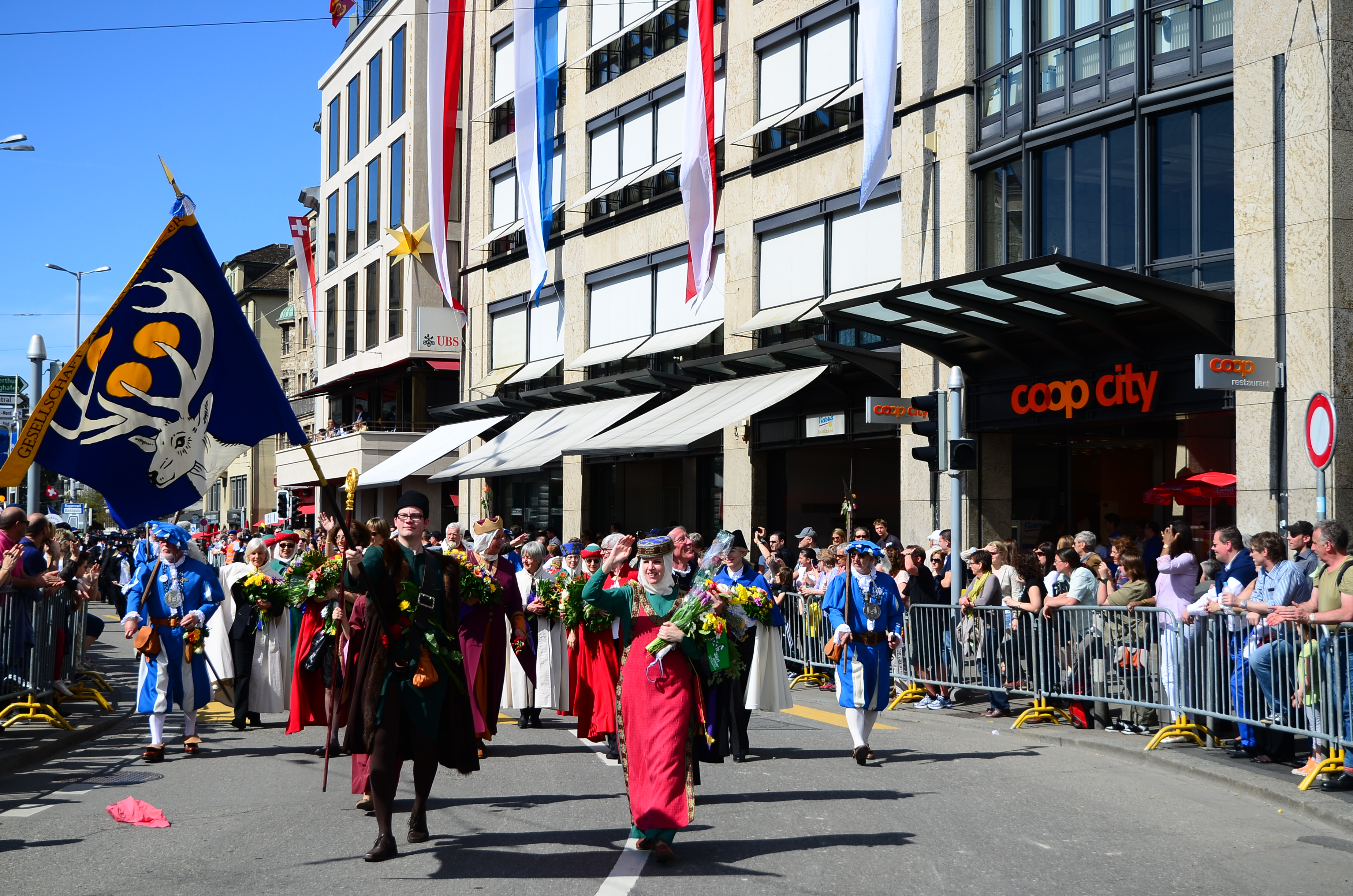